# 38669 Michikawa
2000 PX3 (asteroide 38669) é um asteroide da cintura principal. Possui uma excentricidade de 0.25391970 e uma inclinação de 2.99307º.
Este asteroide foi descoberto no dia 3 de agosto de 2000 por BATTeRS em Bisei SG Center.